# Визовая политика Бразилии

## Визовое освобождение
Владельцам паспортов следующих юрисдикций не требуется виза для посещения Бразилии сроком до 90 дней в туристических или деловых целях (если не указано иное). В некоторых случаях вместо паспорта принимается документ, удостоверяющий личность .
- Все граждане ЕС1
- 2
- T
- ID
- (С 17 Июня 2019)
- T
- T
- Беларусь
- Белиз
- ID
- (С 17 Июня 2019)
- ID
- ID
- 2
- ID
- 3
- 2
- T
- 5
- (С 17 Июня 2019)
- 5
- T
- T
- 2
- T
- 2
- 2
- T
- ID
- ID
- 2
- 5
- 2
- 2
- (from 17 June 2019)
- ID
- ID 4

1 — Для граждан Хорватии, Ирландии, Польши, Португалии и Великобритании, пребывание до 90 дней. Для других граждан Европейского Союза пребывание до 3 месяцев в течение 6-месячного периода. 
 </br> 2 — Для пребывания до 90 дней в течение 180 дней. 
 </br> 3 — Для туризма, пребывание до 90 дней. Для бизнеса — пребывание до 14 дней с возможностью продления до 90 дней каждые 12 месяцев. 
 </br> 4 — При проживании до 60 дней. 
 </br> 5 — При проживании до 30 дней. 
 </br> ID — может войти с ID-картой. 
 </br> T — Безвизовый только для туристических целей.
Граждане Испании обязаны иметь доказательство наличия достаточных средств (не менее 170 реалов в день), подтверждение официального размещения в отеле (оплачивается или гарантируется кредитной картой) или нотариально заверенное приглашение от жителя Бразилии, а также документы, необходимые для обратного пункта назначения. Те, кто путешествует по делам, освобождаются от этих требований, при условии, если есть оригинальное письмо от своей компании с указанием цели визита.
Гражданам Бразилии, которые также имеют другое гражданство, разрешается въезжать и выезжать из Бразилии с паспортом другой страны в сочетании с любым документом, удостоверяющим гражданство Бразилии, таким как бразильское удостоверение личности или просроченный бразильский паспорт . Если они не предоставят такой документ, они все равно могут въехать в Бразилию в качестве иностранцев при условии соблюдения обычных требований и ограничений как таковых. Однако, как правило, это возможно только в том случае, если в Бразилии не требуется виза другого гражданства. Бразилия выдаёт визы двойным гражданам только в исключительных обстоятельствах, например, для тех, кто работает на иностранных государственных должностях, которые запрещают использование бразильского паспорта.

## Паспорта дипломатической и служебной категории
Владельцам дипломатических или служебных паспортов, стран освобожденных от туристических виз (перечисленных выше), также не требуется виза, за исключением Андорры , Лихтенштейна , Монако и Новой Зеландии .
Кроме того, обладатели дипломатических или служебных паспортов Алжира , Анголы , Азербайджана , Бенина , Ботсваны , Буркина-Фасо , Бурунди , Камбоджи , Камеруна , Кабо-Верде , Китая , Конго , Доминиканской Республики , Египта , Экваториальной Гвинеи , Эфиопии , Габона , Ганы , Гвинея-Бисау , Гаити , Индия , Берег Слоновой Кости , Япония , Иордания , Кения , Кыргызстан , Лаос , Ливан , Малави , Мали , Мавритания , Молдова , Мозамбик , Мьянма , Непал , Нигерия , Оман , Катар , Сент-Люсия , Сан-Томе и Принсипи , Сенегал , Шри-Ланка , Судан , Танзания , Того , Вьетнам и Замбия, а также дипломатические паспорта Кубы , Ирана , Пакистана и Узбекистана не требуют визы.

## Будущие изменения
Бразилия подписала соглашения об отмене виз со следующими странами, но они ожидают ратификации или реализации:
- Доминиканская республика — 60 дней с возможностью продления на срок до 120 дней за 12-месячный период для туристических и деловых целей по обычным паспортам[8][9]
- Молдова — 90 дней в течение любого 6-месячного периода для туристических и деловых целей по обычным паспортам[10][11]
- Сьерра-Леоне — 90 дней или весь период миссии, если аккредитован в Бразилии, для обладателей дипломатических, служебных или служебных паспортов[12]

Бразильское правительство решило в одностороннем порядке отказаться от визовых требований для посетителей для граждан следующих стран, с 17 июня 2019:
- Австралия
- Канада
- Япония
- США

Это те же страны, которые получили разрешение на выдачу виз на летних Олимпийских играх 2016 года и в настоящее время имеют право на получение электронных виз. Условия пребывания с этим безвизовым режимом такие же, как и с гостевой визой (до 90 дней, с возможностью продления до 180 дней каждые 12 месяцев, в туристических и деловых целях).